# アンプディア城
アンプディア城（Castillo de Ampudia）はスペイン、カスティーリャ・イ・レオン州、パレンシア県、アンプディアに位置する15世紀建造の中世の城塞。同県内に残存する城郭のうちでも保存状態が最も良好である。個人の所有。

## 歴史
アジャーラとサルバティエラの領主で、最初のアンプディアの相続者の称号を得たペドロ・ガルシーア・デ・エレーラの息子ガルシーア・ロペス・デ・アジャーラによって、1461年から1488年にかけて建造された。ドン・ガルシーアの後継者でサルバティエラ伯爵であるペドロ・アジャーラ・イ・ロハスは城の所有をめぐって、母親のドーニャ・マリーア・サルミエントと対立、勝利した。1521年は伯爵はコムニダーデスの反乱側に与したため、カルロス1世の支持者と司教アントーニオ・デ・アクーニャに指揮された軍との間で戦われたアンプディアの戦いが起きた。1522年反乱は制圧され、城は国王カルロス1世によって没収されたが、その後20,000ドゥカードスと引き換えに伯爵一家に戻された。パヴィアの戦い後の1528年、城にはフランス国王フランソワ1世の王子たちが人質として囚われた。
1597年国王フェリーペ3世によって、領主フランシスコ・ゴメス・デ・サンドバル・イ・ロハスにレルマ公爵位が授与され、この地を気に入った国王は様々な機会にこの地を訪れ、城はスペイン宮廷の中心となった。これ以降、1931年に歴史的文化財に指定されるまで、城は長い間放棄されていた。1960年アギラール・デ・カンポー生まれの菓子製造企業経営者のエウヘニオ・フォンタネーダ・ペレスが、所有者のラ・グランハ女伯爵から購入し、自身の所有する美術品およびドゥエーロ川流域から出土した遺物を展示するための美術館として整備した。

## 構造
初期カスティーリャの領主の城＝館の建物で、この地域の世俗建築の珠玉の建物で、エウヘニオ・フォンタネーダによる60年代に着手された入念な修復によって、往時の壮麗な状態を取り戻している。建物は不等辺四辺形をしており、角には塔をもち、南西部分は主塔となっており、そして堀には跳ね橋がかかる。そして周囲を円筒状の塔をもつ櫓門（外堡）のある城壁に囲まれている。正面部分には2つの望楼があり、主門にはレルマ公爵家の紋章が掲げられている。中庭には3層の窮窿形のアーチを持つ3つの回廊があり、最上層は最も狭くなっている。

## エウヘニオ・フォンタネーダ・コレクション
城内にはエウヘニオ・フォンタネーダ・コレクションが6の部屋にわたって展示されている：考古学（青銅器時代の武器類、および古代ローマ時代の葬送用およびマイル・ストーンなどの記念碑・石柱などが充実）；宗教美術（13世紀から15世紀までの彫刻、15世紀から18世紀までの典礼用の道具類および絵画）；玩具；武器および楽器；薬学；民族（民俗）学；民衆芸術。中庭の柱廊部分には、貴族の紋章、建築に関するもの、洗礼盤などが展示されている。